# Amiota subtusradiata
Amiota subtusradiata este o specie de muște din genul Amiota, familia Drosophilidae, descrisă de Oswald Duda în anul 1934. Conform Catalogue of Life specia Amiota subtusradiata nu are subspecii cunoscute.